# Rodrigo García Rena

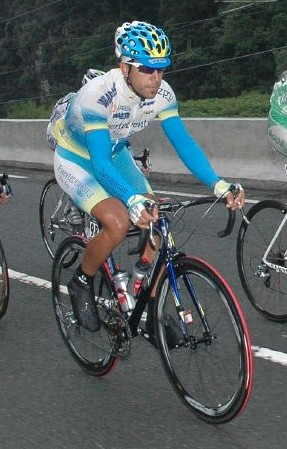
Rodrigo García Rena

Rodrigo García Rena (* 27. Februar 1980 in Miajadas) ist ein spanischer Radrennfahrer.
Rodrigo García begann seine internationale Karriere 2005 bei dem spanischen Professional Continental Team Kaiku. Bei der Ruta del Sol 2006 wurde er nach mehreren Top-Ten-Platzierungen in der Gesamtwertung Zweiter zeitgleich mit dem Sieger Carlos García Quesada. Seine einzigen beiden internationalen Eliteerfolge erzielte er 2007 bei Etappen der Asturien-Rundfahrt, bei der er auch die Punktewertung gewann. Nach Ablauf der Saison beendete er seine Radsportlaufbahn.

## Erfolge
2007
- zwei Etappen und Punktewertung Asturien-Rundfahrt

## Teams
- 2005 Kaiku
- 2006 Kaiku
- 2007 Fuerteventura-Canarias
- 2008 Extremadura-Spiuk
- 2009 Miche-Silver Cross-Selle Italia
- 2010 Xacobeo Galicia